# Cambridge
Cambridge (Kiếm Kiều), thành phố trung tâm hành chính của Cambridgeshire, miền đông nước Anh, bên Sông Cam. Thành phố Cambridge có diện tích khoảng 40,7 km² và dân số 118.500 người. Cambridge nổi tiếng là trung tâm giáo dục, học thuật và là nơi có Đại học Cambridge danh tiếng châu Âu và trên toàn thế giới. Đây cũng là một trung tâm thị trường cho khu vực nông nghiệp xung quanh. Thành phố có các ngành sản xuất thiết bị điện tử và công cụ chính xác. Thành phố Cambridge giữ được vẻ cổ kính thời Trung Cổ với các công trình đặc sắc, bao gồm: Nhà thờ Saint Bene't, một công trình kiến trúc tôn giáo theo phong cách Saxon được xây dựng vào thế kỷ 10; Nhà thờ Holy Sepulchre được phục chế, một trong bốn nhà thờ Norman hình tròn ở Anh. Nhà nguyện King’s College (bắt đầu năm 1446) là một ví dụ đẹp nhất về kiến trúc Gothic ở châu Âu. Thành phố Cambridge có nhiều công viên và vườn và nhiều bảo tàng và phòng trưng bày tranh, nổi bật nhất là Bảo tàng Fitzwilliam. Cambridge còn là chủ nhà của festival nghệ thuật hàng năm và một hội chợ giữa mùa Hè có từ đầu thế kỷ 16.
Một tiền đồn quân sự của La Mã có lẽ đã hiện diện ở khu vực gần Cambridge ngày nay. Trong thời kỳ Anglo-Saxon, mậu dịch giữa miền Trung Anh và lục địa châu Âu đã được thực hiện thông qua cây cầu bắc qua Sông Cam ở đây. Trong thế kỷ 12, nhiều dòng tu tôn giáo đã thiết lập các tu viện và các trường học ở Cambridge. Đại học Cambridge bắt đầu từ các trường này thừ thế kỷ 13. Cambridge nhận được charter đầu tiên năm 1207. Nhà vật lý Stephen Hawking (1942 - 2018), Isaac Newton (1643 - 1727) và nhà tự nhiên học Charles Darwin đã từng là cựu sinh viên nổi bật tại ngôi trương này. Ngoài ra, thành phố này có Thư viện Đại học Cambridge (Cambridge University Press).